# Seznam chráněných území v okrese Ostrava-město
Toto je seznam chráněných území v okrese Ostrava-město aktuální k roku 2022, ve kterém jsou uvedena chráněná území v oblasti okresu Ostrava-město.
| Kód  | Obrázek                               | Typ  | Název                  | Rozloha (ha) | Galerie Commons                                                       | Popis území | Souřadnice                       |
| ---- | ------------------------------------- | ---- | ---------------------- | ------------ | --------------------------------------------------------------------- | --- | -------------------------------- |
| 5789 | Heřmanický rybník                     | PP   | Heřmanický rybník      | 390,1635     | Kategorie „Heřmanický rybník (natural monument)“ na Wikimedia Commons | Ochrana čolka velkého | 49°52′23″ s. š., 18°19′41″ v. d. |
| 1204 | Kunčický bludný balvan                | PP   | Kunčický bludný balvan | 0,0025       | Kategorie „Kunčický bludný balvan“ na Wikimedia Commons               | Největší bludný balvan v ČR o váze 17,5 t                                                                                      | 49°47′33″ s. š., 18°17′56″ v. d. |
| 207  | Hornické muzeum Ostrava               | NPP  | Landek                 | 85,53        | Kategorie „Landek“ na Wikimedia Commons                               | Ukázka přirozeného výchozu uhelné sloje, ochrana celého souboru lesních porostů vrchu Landek                                   | 49°52′15″ s. š., 18°16′2″ v. d.  |
| 5794 | Mokřad u rondelu                      | PP   | Mokřad u rondelu       | 14,6667      | Kategorie „Mokřad u rondelu“ na Wikimedia Commons                     | Ochrana čolka velkého | 49°47′9″ s. š., 18°24′28″ v. d.  |
| 925  | Malý Vaše v NPR Polanská niva         | NPR  | Polanská niva          | 122,30       | Kategorie „Polanská niva“ na Wikimedia Commons                        | Zachovalý lužní les s meandrujícím tokem Odry a řadou mrtvých ramen                                                            | 49°45′44″ s. š., 18°11′10″ v. d. |
| 330  | Polanský les                          | PR   | Polanský les           | 59,17        | Kategorie „Polanský les“ na Wikimedia Commons                         | Smíšený lužní les s porostem sněženky podsněžníku                                                                              | 49°47′35″ s. š., 18°12′33″ v. d. |
| 85   | Rybník Kotvice                        | CHKO | Poodří                 | 8 150        | Kategorie „CHKO Poodří“ na Wikimedia Commons                          | Rozsáhlá oblast v Povodí řeky Odry se zachovalými slepými rameny, druhově rozmanitými rybníky, lužními lesy a nivními loukami. | 49°39′6″ s. š., 17°58′23″ v. d.  |
| 1205 | Porubský bludný balvan                | PP   | Porubský bludný balvan | 0,0025       | Kategorie „Porubský bludný balvan“ na Wikimedia Commons               | Žulový bludný balvan o váze 11 t                                                                                               | 49°49′21″ s. š., 18°9′11″ v. d.  |
| 2204 | Přemyšov                              | PR   | Přemyšov               | 30,71        | Kategorie „Přemyšov“ na Wikimedia Commons                             | Zachování hodnotných ekosystémů na části terasy řeky Odry                                                                      | 49°47′29″ s. š., 18°11′20″ v. d. |
| 1965 | Přírodní rezervace Rezavka            | PR   | Rezavka                | 83,68        | Kategorie „Rezavka“ na Wikimedia Commons                              | Niva řeky Odry, pestrá mozaika biotopů                                                                                         | 49°47′51″ s. š., 18°12′41″ v. d. |
| 669  | Rovninské balvany                     | PP   | Rovninské balvany      | 0,0025       | Kategorie „Rovninské balvany“ na Wikimedia Commons                    | Bludné balvany | 49°49′57″ s. š., 18°17′39″ v. d. |
| 1737 | Přírodní rezervace Štěpán             | PR   | Štěpán                 | 45,24        | Kategorie „Štěpán (nature reserve)“ na Wikimedia Commons              | Zazemněný rybník s rákosinami a významnou květenou a zvířenou                                                                  | 49°51′45″ s. š., 18°11′44″ v. d. |
| 1668 | Přírodní památka Turkov               | PP   | Turkov                 | 20,12        | Kategorie „Turkov“ na Wikimedia Commons                               | Zbytek lužního lesa, významná lokalita obojživelníků a avifauny                                                                | 49°50′36″ s. š., 18°11′30″ v. d. |
| 5800 | pohled do jedné z jam bývalé pískovny | PP   | Václavovice - pískovna | 6,474        | Kategorie „Václavovice - pískovna“ na Wikimedia Commons               | Ochrana čolka velkého | 49°45′57″ s. š., 18°22′39″ v. d. |